# Campionati del mondo di atletica leggera indoor 2016 - Salto con l'asta maschile
La gara del salto con l'asta maschile si è tenuta nella sessione serale 17 marzo. La qualificazione al mondiale era prevista a 5,77 m. Hanno partecipato alla gara 14 atleti.

## Classifica finale
| Pos. | Nome                      | Naz.        | 5.40 | 5.55 | 5.65 | 5.75 | 5.80 | 5.85 | 5.90 | 6.02 | 6.17 | Ris. | Note |
| ---- | ------------------------- | ----------- | ---- | ---- | ---- | ---- | ---- | ---- | ---- | ---- | ---- | ---- | ---- |
| 1    | Renaud Lavillenie         | Francia     | –    | –    | –    | o    | –    | –    | o    | o    | xxx  | 6.02 | CR   |
| 2    | Sam Kendricks             | Stati Uniti | o    | o    | o    | –    | o    | x–   | xx   |      |      | 5.80 |      |
| 3    | Piotr Lisek               | Polonia     | –    | o    | xo   | o    | xx–  | x    |      |      |      | 5.75 |      |
| 4    | Jan Kudlička              | Rep. Ceca   | o    | –    | xxo  | xxo  | xxx  |      |      |      |      | 5.75 |      |
| 4    | Shawnacy Barber           | Canada      | –    | o    | xxo  | xxo  | xx–  | x    |      |      |      | 5.75 |      |
| 6    | Robert Sobera             | Polonia     | o    | –    | o    | xxx  |      |      |      |      |      | 5.65 |      |
| 7    | Konstantinos Filippidis   | Grecia      | xo   | o    | xo   | xxx  |      |      |      |      |      | 5.65 |      |
| 8    | Mike Arnold               | Stati Uniti | o    | xxo  | xxo  | xxx  |      |      |      |      |      | 5.65 |      |
| 9    | Michal Balner             | Rep. Ceca   | o    | o    | xxx  |      |      |      |      |      |      | 5.55 |      |
| 10   | Seito Yamamoto            | Giappone    | xo   | o    | xxx  |      |      |      |      |      |      | 5.55 |      |
| 10   | Carlo Paech               | Germania    | xo   | o    | xxx  |      |      |      |      |      |      | 5.55 |      |
| 12   | Jérôme Clavier            | Francia     | o    | xo   | xxx  |      |      |      |      |      |      | 5.55 |      |
| 12   | Thiago Braz da Silva      | Brasile     | –    | xo   | –    | xx–  | x    |      |      |      |      | 5.55 |      |
| 14   | Augusto Dutra de Oliveira | Brasile     | xo   | xxx  |      |      |      |      |      |      |      | 5.40 |      |

## Legenda
| X   | Nullo                       |
| -   | Passo                       |
| O   | Tentativo Riuscito          |
| DNF | Ritirato                    |
| WR  | Record del Mondo            |
| WL  | Miglior prestazione Annuale |
| CR  | Record Dei Campionati       |
| AIR | Record di Area Indoor       |
| NR  | Record Nazionale            |
| PB  | Record Personale            |
| SB  | Record Stagionale           |